# Lijst van werken van Peter Terhorst
Onderstaande lijsten geven een (incompleet) overzicht van werken van Peter Terhorst (1952-1999), een Nederlands beeldend kunstenaar.

## Pasteltekeningen
| Afbeelding | Titel                    | Jaar    | Techniek | Afmetingen   | Collectie |
| ---------- | ------------------------ | ------- | -------- | ------------ | --------- |
|            | Plein                    | 1985-86 | Pastel   | 87 x 87 cm   |           |
|            | Plein                    | 1985    | Pastel   | 220 x 220 cm |           |
|            | Zwembad met onweerslucht | 1997    | Pastel   | 20 x 25cm    |           |

## Sculpturen
| Afbeelding | Titel     | Jaar      | Techniek | Afmetingen | Collectie |
| ---------- | --------- | --------- | -------- | ---------- | --------- |
|            | Villa     | 1980-1982 |          |            |           |
|            | 2 villa's | 1982      |          |            |           |

## Schilderijen
| Afbeelding | Titel     | Jaar | Techniek        | Afmetingen   | Collectie |
| ---------- | --------- | ---- | --------------- | ------------ | --------- |
|            | Opus 1854 | 1990 | Acryl op papier | 110 x 110 cm |           |
|            | Opus      | 1990 | Acryl op doek   | 50 x 50 cm   |           |

## Ander werk
| Afbeelding | Titel                                                                    | Jaar | Techniek     | Afmetingen | Collectie |
| ---------- | ------------------------------------------------------------------------ | ---- | ------------ | ---------- | --------- |
|            | Rozet gevormd door letters Voorbeeld van het project 'Taal als Ornament' | 1993 | Lood en hout | 79 x 79 cm |           |